# Phanoperla schmidi
Phanoperla schmidi és una espècie d'insecte plecòpter pertanyent a la família dels pèrlids que es troba a l'Índia: Manipur i Assam.